# Бернд Фабріциус
Бернд-Бернхард Фабріциус (нар. 14 травня 1965, Агніта, Румунія) — німецький політик і громадський діяч. З 2013 по 2017 рік він був членом німецького Бундестагу від Християнсько-соціального союзу в Баварії. Він є президентом Bund der Vertriebenen, головою Асоціації трансильванських саксів та президентом Федерації трансильванських саксів.

## Життя
Після закінчення Brukenthal-Gymnasium в Сібіу та еміграції разом з сім'єю у 1984 році до Німеччини вивчав Фабрітіус з 1985 року державне соціальне управління в Bayerische Beamtenfachhochschule. Після закінчення з дипломом спеціаліста з державного управління у 1988 році він був прийнятий на роботу як посадова особа у Баварське державне міністерство праці, соціального порядку, сім'ї, жінок та охорони здоров'я та був назначений у земельну страхову установу Верхньої Баварії.
Крім цієї діяльності він вивчав політологію в Hochschule für Politik München. Після закінчення цього навчання у 1991 році він також завершив свою роботу у земельній страховій установі Верхньої Баварії і почав працювати консультантом з питань пенсійного страхування. З 1991 по 1994 рр. вивчав юриспруденцію в Мюнхенський університет і склав перший державний іспит, а в 1996 році склав II державний іспит. 2001—2003 отримує науковий ступінь доктора юридичних наук. З 1997 року Фабріциус працює адвокатом в Мюнхені і є керівником бюро, що спеціалізується на соціальному праві. Основними напрямками діяльності є кримінальне і сімейне право та право про зареєстровані цивільні шлюби. Він вивчав процесуальне право в Fachhochschule der Sächsischen Verwaltung Meißen, а також як Prof. Univ. asociat der Juristischen Fakultät der Universität «Lucian Blaga» та Deutsch-Rumänische Universität für Rechtswissenschaften та Europäische Institutionen (ROGER) in Hermannstadt/Sibiu. Фабріциус одружений. 

## Політика
З 2010 року Фабріциус є заступником голови Union der Vertriebenen und Aussiedler (UdV) та членом правління Ost- und Mitteldeutsche Vereinigung. З грудня 2015 року як президент Bund der Vertriebenen є членом правління партії Christlich-Soziale Union (CSU).
На виборах у Бундестаг у 2013 році він увійшов до німецького парламенту.
Фабріциус був головою підкомітету з питань зовнішньої культурної та освітньої політики німецького Бундестагу, членом Комітету з закордонних справ та Комітету з питань прав людини та гуманітарної допомоги, а також заступником члена Комітету з питань внутрішніх справ та Комітету з правових питань німецького Бундестагу. Крім цього він представляв Федеративну Республіку Німеччина як член в Парламентській асамблеї Ради Європи, а в 2014 році був направлений німецьким Бундестагом як представник в опікунську раду Bundesstiftung Magnus Hirschfeld та у Sudetendeutscher Rat. Фабріциус був заступником голови Німецько-Румунської парламентської групи та членом Німецько-Американської та Німецько-Канадської парламентської групи.
Після виборів у Бундестаг 2017 року він втратив свій мандат.

## Громадська діяльність
З 1998 року Фабріциус працює на громадських засадах з різними управлінськими функціями в Gemeinschaft der Siebenbürger Sachsen. З 2007 року Фабріциус є головою Verband der Siebenbürger Sachsen in Deutschland e. V. і президентом Föderation der Siebenbürger Sachsen.
У 2000 році міністром Баварії з соціальних питань, питань праці, здоров'я, сім'ї та жінок, Барбарою Штамм, Фабріциус був назначений представником баварської сторони у міждержавній баварсько-румунській опікунській раді для соціальних і медичних проектів.
Він один із засновників і віце-президент фонду Bavaria-Romania для соціальної допомоги в Румунії, член ради вигнанців міністерства Баварії з соціальних питань, питань праці, здоров'я, сім'ї та жінок, член ради Haus des Deutschen Ostens в Мюнхені, член регіональної ради з планування Баварського міністерства економіки, інфраструктури, транспорту та технологій, член Федеральних Зборів і президії в Bund der Vertriebenen (BdV), а з 23 жовтня 2010 віце-президент BdV, член правління федерації землі Баварія, член правління Hilfskomitees der Siebenbürger Sachsen und Banater Schwaben im Diakonischen Werk der EKD, а також член наглядової ради Honterus Druckerei- und Verlags Gesellschaft Hermannstadt. 8 липня 2010 Фабріциус був обраний німецьким Бундестагом членом Stiftungsrat der Stiftung Flucht, Vertreibung, Versöhnung in Berlin.
11 травня 2011 року за свою громадську діяльність отримав Фабріциус медаль за особливі заслуги перед Баварією в Об'єднаній Європі.
7 листопада 2014 року Фабріциус був обраний на посаду президента BdV, після того як з 2010 року займав посаду заступника.

## Особисте життя
Бернд Фабріциус живе в цивільному партнерстві з чоловіком; про те, що він гей, стало публічно відомо в 2014 році.